# Antoni Peris

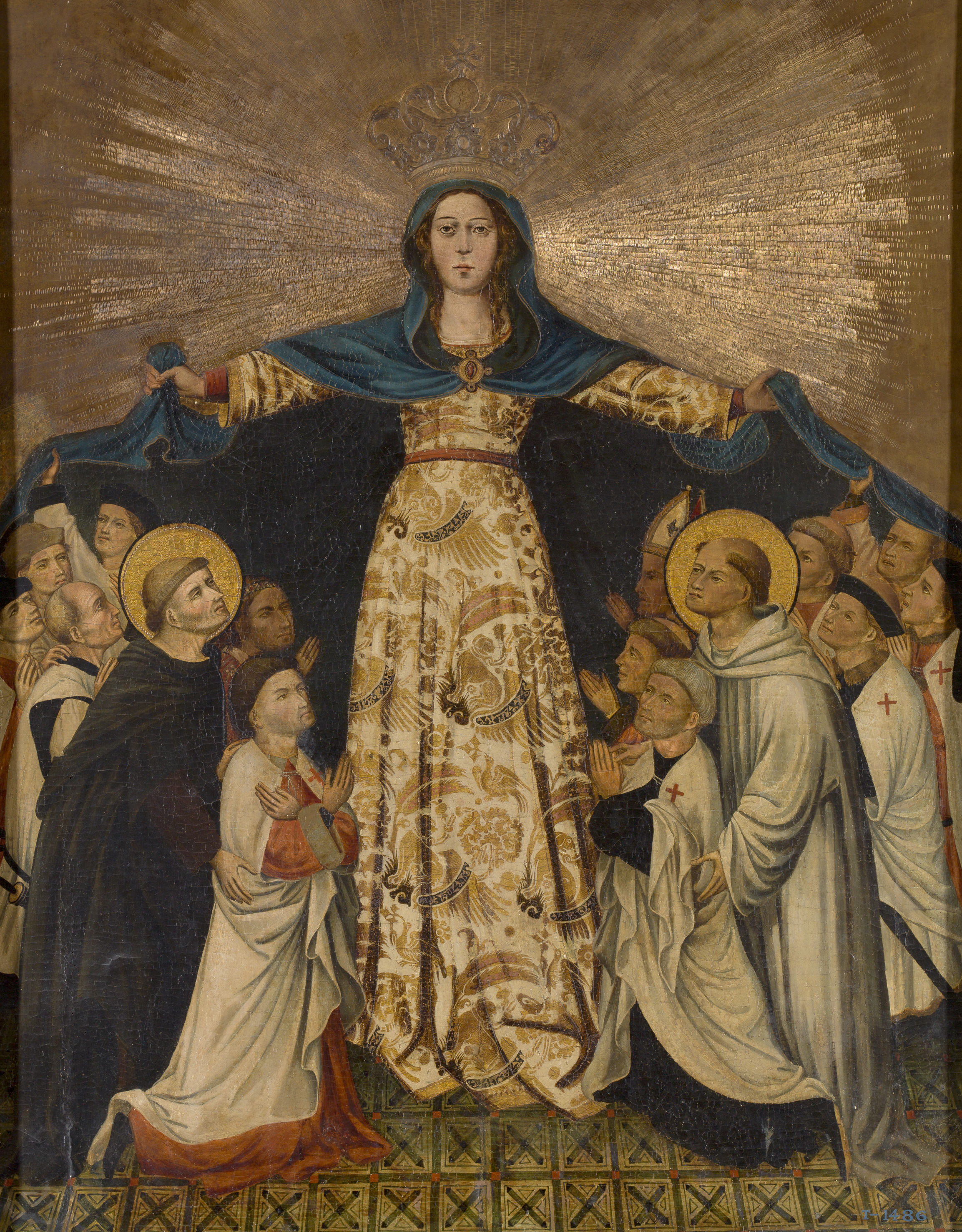
Nuestra Señora de Gracia con los grandes maestres de la Orden de Montesa, temple sobre tabla, 128 x 105 cm, Madrid, Museo del Prado.

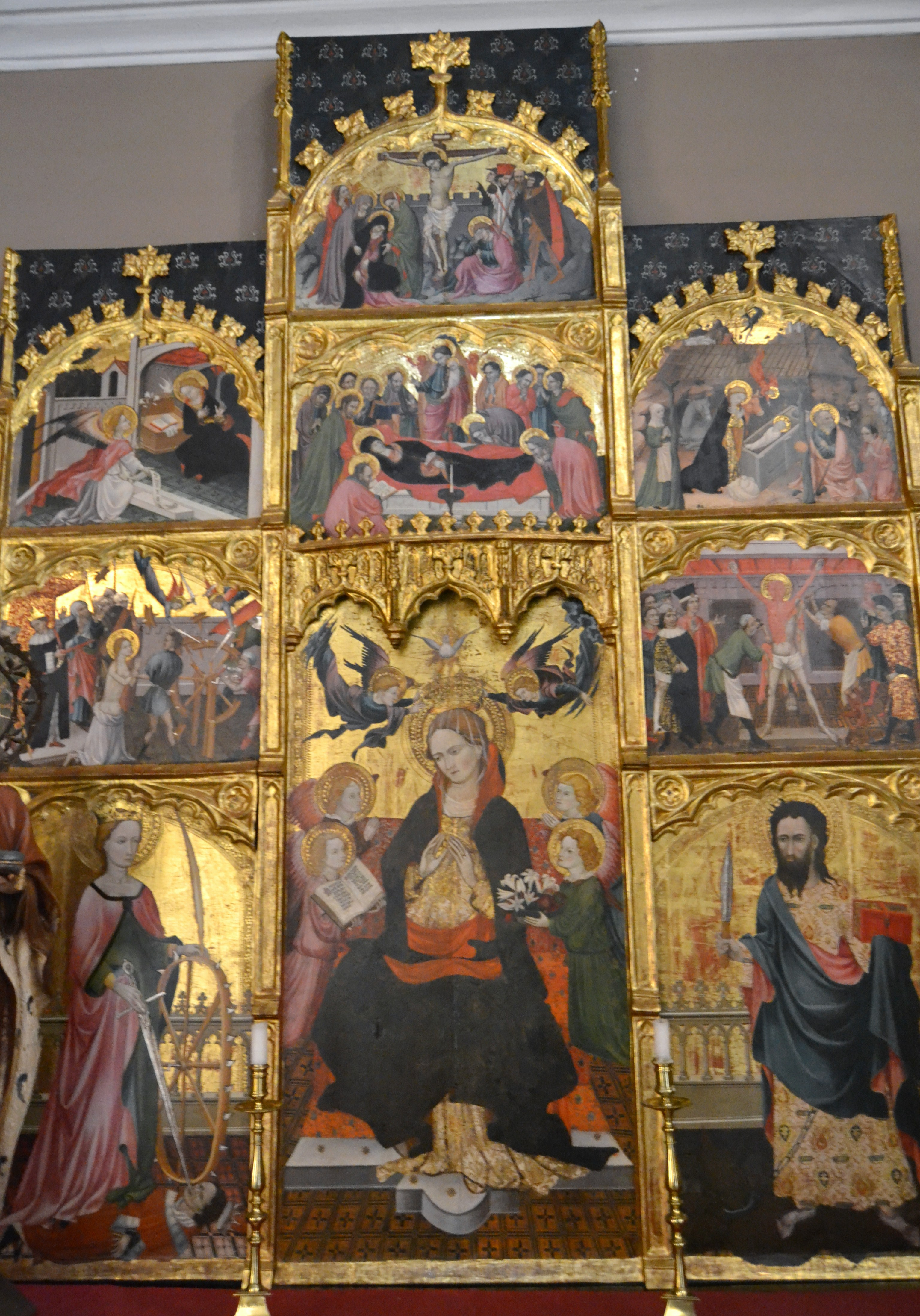
Antoni Peris, Virgen de la Esperanza, Iglesia de la Asunción Pego

Antoni Peris (Valencia, ca. 1365-1422) fue un pintor español de estilo gótico internacional.
Miembro de una familia de pintores, a la que también pertenecería Gonçal Peris, su personalidad artística y trayectoria vital plantean problemas de identificación. Documentado en 1388, merced a un recibo de pago por la pensión de un censal que percibe junto con su esposa Caterina, en 1393 trabajaba en el taller de Pere Nicolau, a quien sucederá a su muerte (1408) en la estimación de la clientela valenciana. De 1415 a 1422, probable fecha de su muerte, se documentan a su nombre más de un retablo por año, algunos de notable envergadura como el de San Juan Evangelista de Masamagrell. Además, colaboró con frecuencia con otros maestros, como Jaume Mateu —con quien habría pintado entre 1413 y 1422 el atribuido retablo de la Virgen de la Esperanza de Albocácer—, Marçal de Sas y Gonçal Peris, con quien compartió la ejecución del retablo mayor de la iglesia de Castielfabib, en 1414, y el de la Trinidad en 1422. Se le atribuyen los retablos de la Virgen de la Esperanza de Pego, el de la Virgen de la Leche en el Museo de Bellas Artes de Valencia, procedente del convento de Santo Domingo de Valencia, y el de Montesa (catedral de Valencia), del que la tabla central con la Virgen de Gracia y los maestres de la Orden de Montesa se conserva en el Museo del Prado. 